# Jaser Salem Ali
Jaser Salem Ali (ur. 5 grudnia 1977) – emiracki piłkarz występujący podczas kariery na pozycji napastnika.

## Kariera klubowa
Podczas piłkarskiej kariery Ali występował w Al-Wahda Abu Zabi. Z Al-Wahda trzykrotnie zdobył Mistrzostwo Zjednoczonych Emiratów Arabskich w 1999, 2001, 2005, Puchar Emira w 2000 oraz Superpuchar Zjednoczonych Emiratów Arabskich w 2002.

## Kariera reprezentacyjna
Ali występował w reprezentacji ZEA w latach 1997-2002.
W 1997 roku uczestniczył w eliminacjach do Mistrzostw Świata 1998 oraz w Pucharze Konfederacji. Na tej ostatniej imprezie wystąpił we wszystkich trzech meczach ZEA z Urugwajem, RPA i Czechami. W 2001 roku uczestniczył w eliminacjach do Mistrzostw Świata 2002.